# باكار (مدينة)
باكار هي مدينة من مدن كرواتيا. يبلغ عدد سكانها 8,279 نسمة وذلك حسب إحصائيات سنة 2011.

## وصلات خارجية
- الموقع الرسمي